# 冰與火之歌
《冰與火之歌》（英語：A Song of Ice and Fire）是由美國作家喬治·R·R·馬丁所著的史诗奇幻小说系列。按照作者計畫，该系列將有7部，目前出版至第5部。《冰與火之歌》不同于古典奇幻作品中常有的善惡分明、充滿魔法、並有許多非人種族參與故事的情节，而是以較寫實的方法去呈現故事中的世界。
2011年本作被HBO改编成电视系列剧。

## 世界觀
據信故事世界中的角色所居住的環境是一個與現實世界中的地球相似的星球，這個類似於地圓説的説法主要受到故事世界中擁有豐富學識的學士所認同，但在民間，一些知識水平低下的平民百姓仍然相信世界是平的。佩雷斯坦（Perestan）大學士宣稱，他們所居住的這個行星已經存在了大約四萬年，而莫洛斯（Mollos）大學士宣稱，這個行星已經存在了五十萬年，楊德爾（Yandel）學士則表示，其認為它的存在時間可能比上述兩個數字更長，並且指出它的起源比現存的任何歷史記錄更加久遠，意味着目前沒有人能夠確認其存在時間究竟有多長。
書中的故事主要发生在一個被稱為維斯特洛的大洲上所分佈的七大王國的國土上。維斯特洛是一片大約有現實世界中地球上的南美洲那麼大的大洲，其相關歷史能夠上溯至大約12,000年前。在那裡每一個季節通常持續數年。這片大陸的原住民是森林之子，他們和後來遍佈於整個大洲上的凣人一樣同屬凡人，但兩者並不相同。森林之子與曾經居住在厄斯索斯北部地區的埃弗科霍（Ifequevroj，意即林中行者）之間可能有着千絲萬縷的關係。遠在史前時期，森林之子便居住在維斯特洛上，他們與大自然和諧共處，並且能夠使用魔法，以及崇信數量眾多的舊神。
在傳説中，最早來到該地的凣人是先民。先民原本所崇信的神祇已被遺忘，據説諸天之主（Lord of the Skies）和諸浪之婦（Lady of the Waves）是其中兩位受到先民崇信的神祇，祂們於七神教興起前曾在三姊妹群島上受到當地人崇拜。先民和最早期的武士擁有青銅武器和座騎，他們在大約12,000年前通過維斯特洛與東方厄斯索斯大陸相連的陸橋登陸維斯特洛。他們自登陸後就與森林之子之間展開了一系列長久的戰爭。在隨後的戰鬥中，陸橋被森林之子用魔法摧毀。自此維斯特洛與厄斯索斯因此分隔，成為現在的多恩群島和石階群島。
戰爭最後以在千面嶼簽訂的和平條約結束，根據條約，先民得到了所有的開闊地，而森林之子則保有森林。後來先民受到森林之子影響，接受了對於舊神的信仰。
四千年之後，異鬼的入侵削弱了和平條約。異鬼是一群來自於極北之地的神秘妖怪。祂們橫掃過維斯特洛北部，留下了無盡的死亡和廢墟。隨之而來的是幾乎長達一代人的寒夜和持續幾十年的冬季。最後先民和森林之子決定聯合起來，在黎明之戰中將異鬼擊退，並且在其南下必經之路上開始建造高聳且廣闊的绝境長城，以防異鬼再次南侵。異鬼在其後的數千年間神秘地消失了。
大約在黎明之戰結束的兩千年後，來自東面的厄斯索斯的安達爾人揮舞著鐵制兵器、騎著戰馬、帶著對於七神的信仰穿越狹海而來。他們在艾林谷登陆，並且迅速擊敗了位於南部地區的國家，把森林之子所膜拜的不少魚樑木焚毀，森林之子被迫逃往北部地區，自此逐步退出歷史舞台，但安達爾人沒能征服佔有地利的、位於北部地區的國家。隨後在維斯特洛大陸上出現了七個強大的王國，分別是北境王国、谷地王国、河屿王国、凯岩王国、河湾王国、风暴王国和多恩親王国，之后在另一個大洲厄斯索斯出現一個稱為瓦雷利亞帝國的力量增長。從此大批居住於厄斯索斯大陸洛伊拿河畔的居民成為難民，並且在他們的戰士女王娜梅莉亞帶領下穿過狹海，在維斯特洛最南端登陸。洛伊拿人和當地領主莫爾斯·馬泰爾結盟，征服了多恩，建成了另外一個強大的王國。
五個世紀之後，瓦雷利亞自由堡不斷擴張，並達到狹海，與維斯特洛建立了聯繫，並且使用龍石島作為通商口岸。
儘管如此，僅僅一個世紀之後，瓦雷利亞自由堡便在一場巨大的被稱作末日浩劫的災難中被徹底摧毀。控制龍石島的瓦雷利亞家族坦格利安族花了一個多世紀來儲備力量，隨後在征服者伊耿的帶領下登陸維斯特洛，開始征服之路。儘管他們的士兵數量不多，不過由於他們指揮着這個大洲上最後的三條龍，因此他們征服了整個維斯特洛。
七大王國當中的六個在最初的戰爭中便被迫降，唯獨多恩親王國激烈地反抗，以至於伊耿同意讓他們保持獨立。坦格利安族同樣放棄了原本對於舊神的信仰，改為信奉七神教（然而他們仍然違反七神教教理，按照瓦雷利亞的傳統實行兄妹通婚），並且保留了維斯特洛的風俗。
在接下來的數十年中坦格利安族撲滅了所有反對他們統治的叛亂。龍在伊耿征服維斯特洛后的150年灭绝，但坦格利安族依然作為維斯特洛的統治者統治著整個維斯特洛，他們的統治地位也並未受到實質性的威脅。
在本書故事發生的十五年前，因坦格利安王朝末代國王「瘋王」伊里斯二世瘋狂殘暴行為，以及其子雷加·坦格利安对北境守护艾德·史塔克之妹、风暴守护劳勃·拜拉席恩之爱人——莱安娜·史塔克的诱拐導致了一場內戰，最終導致坦格利安族統治地位的終結。
一個由勞勃·拜拉席恩，瓊恩·艾琳和艾德·史塔克領導的貴族聯盟擊敗了坦格利安族的軍隊，隨後他們殺掉了伊里斯的繼承人和其絕大部分子嗣，除了伊里斯懷孕的妻子和他的孩子韋賽里斯，這些人逃到了龍石島。伊里斯本人被其御林鐵衛詹姆·蘭尼斯特殺死。詹姆也因此得到了弒君者的外號。
伊里斯的妻子在生下丹妮莉丝·坦格利安的過程中喪失性命，隨後丹尼莉丝被依然效忠坦格利安族的家臣送到了狹海對面的自由城邦中。與此同時勞勃·拜拉席恩成為了新國王，並迎娶了瑟曦·蘭尼斯特。她的父親泰溫則在戰爭中將維斯特洛首都君臨送給了勞勃。

## 写作背景
1989年马丁开始撰写散文，并构思了一部叫做《Avalon》的小说。在创作过程中，他构想了这么一个场景：“一只冰原狼被鹿角戳中咽喉而死，留下了几只小狼，然后小狼们被一群小孩子抱走抚养……”。然而就是这看似平淡无奇的瞬间灵光激起了马丁无尽的遐想，也点燃了他久违的创作热情，自此一发而不可收，这一幕后来成为了史诗巨著的雏形《权力的游戏》中的经典场景。
起初马丁的构想是一部三部曲，由《权力的游戏》、《魔龙的狂舞》、《凛冬的寒风》构成。风格上亦没有定下基调，然而随后马丁深受Tad Williams的作品影响，决定将这部小说写的更加成人化。
期间马丁又辗转于好莱坞的编剧工作之中，一度中断了写作过程。直到1994年才重拾创作，并于次年完成了第一部作品《权力的游戏》。伴随着创作过程中情节的不断膨胀和铺陈，故事“越讲越长”。马丁遂将这一系列扩充为四部曲，进而又增加为六部曲，最终定为七部。

## 出版歷史
《權力的遊戲》于1996年在英國出版，最終被海波立克斯出版社以英鎊450,000元高價買下了版權和一部短篇《Blood of the Dragon》。這部短篇也在1997年得到雨果奬最佳短篇小說奬。之後《權力的遊戲》的最後一部分内容拿出，以此為開場完成了系列的第二部《列王的紛爭》（1998年）。
《冰與火之歌》的正體中文版於2000年由譚光磊（灰鷹爵士）起始規劃翻譯。目前在臺灣有兩種版本（見下表）：
| 集數 | 英語原題             | 譯題       | 写作期                      | 页数（平装）                | 美國發行   | 臺灣發行 | 臺灣發行             | 臺灣發行      | 臺灣發行      | 中國大陆发行 |
| 集數 | 英語原題             | 譯題       | 写作期                      | 页数（平装）                | 美國發行   | 第一版   | 譯者                 | 第二版        | 譯者          | 中國大陆发行 |
| ---- | -------------------- | ---------- | --------------------------- | --------------------------- | ---------- | -------- | -------------------- | ------------- | ------------- | ------------ |
| 1    | A Game of Thrones    | 权力的游戏 | 1991年夏—1995年底／1996年初 | 836页                       | 1996年8月  | 2001年   | 譚光磊               | 2011年7月27日 | 譚光磊        | 2005年5月    |
| 2    | A Clash of Kings     | 列王的纷争 | 1995年—1998年中             | 1,040页（美） 911页（英）   | 1999年2月  | 2003年   | 譚光磊 王欣欣        | 2012年4月25日 | 譚光磊 王欣欣 | 2006年1月    |
| 3    | A Storm of Swords    | 冰雨的风暴 | 1997年／1998年—2000年4月    | 1,008页（美） 1,178页（英） | 2000年11月 | 2005年   | 鄭永生 張倩茜 林以舜 | 2013年4月10日 | 微光 蔣鏡明   | 2007年1月    |
| 4    | A Feast for Crows    | 群鴉的盛宴 | 2001年夏—2005年5月          | 864页（美） 852页（英）     | 2005年11月 | 2006年   | 楊立強               | 2014年2月26日 | 廖素珊        | 2008年9月    |
| 5    | A Dance with Dragons | 魔龍的狂舞 | 2005年底—2011年5月          | 1,152页（美） 1,184页（英） | 2011年7月  | 不適用   | 不適用               | 2014年2月26日 | 陳岳辰        | 2013年1月    |
| 6    | The Winds of Winter  | 凛冬的寒風 |                             |                             | 待定       | 不適用   | 不適用               |               |               |              |
| 7    | A Dream of Spring    | 春日幻夢   |                             |                             | 待定       | 不適用   | 不適用               |               |               |              |

## 篇章

### 本傳

#### 大綱
《冰與火之歌》的每個章節都是由一個角色的主观第三人称視角寫成。藉由各個角色因自身相關設定下，在各自價值觀衝突碰撞下產生與其相異的體驗，從而拼湊出了一個面相十分廣闊的故事線。
有些角色彼此間最初看似毫無關聯，但到了故事後半時卻會產生令人意想不到的關係與鏈結；而同一個事件或人物在不同角色的觀點裡，也會出現截然不同的看法與意義；甚至有些一開始被描寫得無比邪惡的角色，在故事中期卻成為了主角，並漸漸讓讀者產生了同情心；而一些前期被认为是主角的角色，后来却悲惨地死去。
《冰與火之歌》就在諸多的矛盾與衝突下繼續上演。這就造成本作跟其他作品完全迥異的地方，就是作者並無制定真正的核心人物。換句話說並沒有一個角色在故事中處於「絕對主宰」（即帶有「主角威能」）而能隨心所欲的活著。他們都或多或少受到了歷史洪流擺佈，而身不由己的背離了自己內心的願望。整部作品就是個半真半假的「仿真世界與歷史」。如此細膩而又富有悲劇性的描寫手法，正是使讀者難以忘懷的地方。目前还没有完结。

#### 章節
以下是已出版的書籍的名稱、英文名称、原版出版日期以及臺灣版的副標題：

（原版並沒有副標題，條目中的副標題皆為臺灣出版商自行添加，直到第四部才改為直接以上中下的方式區分，而中国大陆出版的简体中文版没有副标题。）
- 第一部：《权力的游戏》 A Game of Thrones (1996.8)
  - 魔幻冰原
  - 魔宮驚夢
  - 絕地接觸
- 第二部：《烽火危城》 A Clash of Kings (1998.11)
  - 風雲變色
  - 腥風血海
  - 兵臨城下
- 第三部：《劍刃風暴》 A Storm of Swords (2000.8)
  - 烈焰餘溫
  - 風雪寧靜
  - 劍雨風暴
- 第四部：《群鴉盛宴》 A Feast for Crows (2005.10)
- 第五部：《魔龍的狂舞》 A Dance with Dragons (2011.7.12，但6月28日德国亚马逊犯错导致偷跑。[2])

尚未出版的两冊，目前暫定書名為：
- 第六部：《寒冬冽風》 The Winds of Winter
- 第七部：《春日幻夢》 A Dream of Spring（原先為 《群狼年代》 A Time for Wolves）

### 外傳

#### 第一部分
《邓肯与伊戈故事系列》（Tales of Dunk and Egg），時間設定在本傳的90年前。目前根据马丁博客透露出的信息，一共会有九部中篇小说。2014年出版的《七王国的骑士》（A Knight of the Seven Kingdoms）收錄了现已出版的前三篇小說。
- 《雇佣骑士》（The Hedge Knight），收錄於小說选集《传奇》（Legends，1998）；
- （The Sworn Sword），收錄於小說选集《传奇Ⅱ》（Legends II，2003）；
- 《神秘骑士》（The Mystery Knight），收錄於奇幻小說選集《战士》（Warriors，2010）；
- 《临冬城的母狼》（The She-Wolves of Winterfell），計畫中的第四個中篇小说；
- 《乡村英雄》（The Village Hero），计划中的第五个中篇小说[4]；
- 《雇佣武士》（The Sellsword），计划中的第六个中篇小说；
- 《代理骑士》（The Champion），计划中的第七个中篇小说；
- 《御林铁卫》（The Kingsguard），计划中的第八个中篇小说；
- 《铁卫队长》（The Lord Commander），计划中的第九个中篇小说。

#### 第二部分
坦格利安家族前传系列，后均收錄於设定集《火與血》
- 《公主與王后》（The Princess and the Queen），也称《黑党与绿党》（The Blacks and the Greens），收錄於短篇小說集《危险的女人》（Dangerous Women，2013）
- 《浪荡王子》（The Rogue Prince），也称《国王之弟》（A King's Brother），收錄於選集《遊俠》（Rogue，2014）
- 《龍之子》（The Sons of the Dragon），收錄於奇幻小說選集《剑之书》（The Book of Swords，2017）

#### 設定集
- 《冰與火的世界》（The World of Ice & Fire）（2014）
- 《火與血》（Fire & Blood），上卷（2018）
- 《血与火》的下卷（TBA）

## 視角人物
提示:   = 視角人物
提示:   = 僅出場
提示:   = 序章 / 終章視角人物
提示:   = 僅提及
提示:   = 完全無提及
提示:   = 未知 (暫時性) 
* ^  1. 《權力的遊戲》（A Game of Thrones）
* ^  2. 《列王的纷争》（A Clash of Kings）
* ^  3. 《劍刃的風暴》（A Storm of Swords）
* ^  4. 《群鴉的盛宴》（A Feast for Crows）
* ^  5. 《魔龙的狂舞》（A Dance with Dragons）
* ^  6. 《凛冬的寒風》（The Winds of Winter）
* ^  7. 《春晓的梦想》（A Dream of Spring）
| 角色中文名          | 角色英文名         | 涉及卷目 | 涉及卷目 | 涉及卷目 | 涉及卷目 | 涉及卷目 | 涉及卷目 | 涉及卷目 | 涉及卷目  |
| 角色中文名          | 角色英文名         | 1[a]     | 2[b]     | 3[c]     | 4[d]     | 5[e]     | 6[f]     | 7[g]     | 總POV章節 |
| ------------------- | ------------------ | -------- | -------- | -------- | -------- | -------- | -------- | -------- | --------- |
| 艾德·史塔克         | Eddard Stark       | 15       |          |          |          |          |          |          | 15        |
| 凱特琳·史塔克       | Catelyn Stark      | 11       | 7        | 7        |          |          |          |          | 25        |
| 珊莎·史塔克         | Sansa Stark        | 6        | 8        | 7        | 3        |          | 1        |          | 25        |
| 布蘭登·史塔克       | Bran Stark         | 7        | 7        | 4        |          | 3        |          |          | 21        |
| 艾莉亞·史塔克       | Arya Stark         | 5        | 10       | 13       | 3        | 2        | 1        |          | 34        |
| 丹妮莉絲·坦格利安   | Daenerys Targaryen | 10       | 5        | 6        |          | 10       |          |          | 31        |
| 瓊恩·雪諾           | Jon Snow           | 9        | 8        | 12       |          | 13       |          |          | 42        |
| 提利昂·蘭尼斯特     | Tyrion Lannister   | 9        | 15       | 11       |          | 12       | 2        |          | 48        |
| 席恩·葛雷喬伊       | Theon Greyjoy      |          | 6        |          |          | 7        | 1        |          | 14        |
| 戴佛斯·席渥斯       | Davos Seaworth     |          | 3        | 6        |          | 4        |          |          | 13        |
| 山姆威爾·塔利       | Samwell Tarly      |          |          | 5        | 5        |          |          |          | 10        |
| 詹姆·蘭尼斯特       | Jaime Lannister    |          |          | 9        | 7        | 1        |          |          | 17        |
| 瑟曦·蘭尼斯特       | Cersei Lannister   |          |          |          | 10       | 2        |          |          | 12        |
| 塔斯的布蕾妮        | Brienne of Tarth   |          |          |          | 8        |          |          |          | 8         |
| 伊倫·葛雷喬伊       | Aeron Greyjoy      |          |          |          | 2        |          | 1        |          | 3         |
| 維克塔利昂·葛雷喬伊 | Victarion Greyjoy  |          |          |          | 2        | 2        | 1        |          | 5         |
| 阿莎·葛雷喬伊       | Asha Greyjoy       |          |          |          | 1        | 3        |          |          | 4         |
| 阿利歐·何塔         | Areo Hotah         |          |          |          | 1        | 1        |          |          | 2         |
| 亞歷斯·奧克赫特     | Arys Oakheart      |          |          |          | 1        |          |          |          | 1         |
| 亞蓮恩·馬泰爾       | Arianne Martell    |          |          |          | 2        |          | 2        |          | 4         |
| 昆廷·馬泰爾         | Quentyn Martell    |          |          |          |          | 4        |          |          | 4         |
| 瓊恩·克林頓         | Jon Connington     |          |          |          |          | 2        |          |          | 2         |
| 梅麗珊卓            | Melisandre         |          |          |          |          | 1        |          |          | 1         |
| 巴利斯坦·賽爾彌     | Barristan Selmy    |          |          |          |          | 4        | 2        |          | 6         |
| 威爾                | Will               | 1        |          |          |          |          |          |          | 1         |
| 克禮森              | Cressen            |          | 1        |          |          |          |          |          | 1         |
| 齊特                | Chett              |          |          | 1        |          |          |          |          | 1         |
| 梅里·佛雷           | Merrett Frey       |          |          | 1        |          |          |          |          | 1         |
| 佩特                | Pate               |          |          |          | 1        |          |          |          | 1         |
| 瓦拉米爾            | Varamyr            |          |          |          |          | 1        |          |          | 1         |
| 凱馮·蘭尼斯特       | Kevan Lannister    |          |          |          |          | 1        |          |          | 1         |

## 王國和家族及民族

### 七大王國
故事中的七大王國（Seven Kingdoms）是以中世纪早期的英格兰七国时代為雏形，其故事整體背景大致也參考玫瑰戰爭。人们也常用七大王国来代指维斯特洛。周边的一些岛屿例如铁群岛、龙石岛和潮头岛，并不直接隶属于以下王国中的任何一个，但因为其地理位置归属于维斯特洛大陆，所以通常仍被视为七大王国的一部分，值得注意的是七大王國當中的多恩是親王國而非王國。
北境王國（Kingdom of the North）
北境位于七大王国的最北面，面积接近其他六个王国之和。七大王国中, 相对应的其他六大王国常被称作南境。北境和南境通过颈泽连接起来，颈泽易守难攻，所以北境的地位一直比较独立，是整个王国旧神信仰影响力最强的地区。北境很多地方非常寒冷，甚至夏天也有冰雪，物产比较贫乏，拥有维斯特洛第五大城市白港（White Harbor）。北境最重要的家族是临冬城的史塔克家族，其次是恐怖堡的波顿家族和白港的曼德勒家族。
北境的贵族私生子姓雪诺（Snow）。
山谷王國（Kingdom of Mountain and Vale）
谷地位于南境的东北，境内多山，易守难攻，拥有维斯特洛第四大城市海鸥镇（Gulltown）。谷地最重要的家族是鹰巢城的艾林家族，其次是符石城的罗伊斯家族。安达尔人入侵后被艾林家族统治。
谷地的贵族私生子姓石东（Stone）。
河屿王國（Kingdom of the Isles and the Rivers）
全称为河间与铁群岛王国（Kingdom of the Riverlands and the Iron Islands），位于南境中部三叉戟河和黑水河流域的平原地区，东南西北分别连接了谷地、河湾、凯岩和北境四大王国，历史上还与东南方的风暴地接壤，属于四战之地。境内河流较多并且拥有维斯特洛最大湖泊——神眼湖，最重要的城市奔流城三面都被河流围绕，易守难攻。伊耿征服之前被本是铁群岛铁民的赫伦堡霍尔家族统治。伊耿征服后，河间地东部环绕黑水湾的土地被划分出去由王室直辖，称作王领地（Crownlands），拥有维斯特洛第一大城市兼七国首都君临城（King's Landing）。目前河间地最重要的家族是奔流城的徒利家族，其次是孪河城的弗雷家族。
河间地的贵族私生子姓河文（Rivers），铁群岛的贵族私生子姓派克（Pyke），王领地的贵族私生子姓维水（Waters）。
凱岩王國（Kingdom of the Rock）
西境位于南境的西方，境内有大量金矿和维斯特洛第三大城市兰尼斯特港（Lannisport），是七大王国中最富有的一个。最重要的家族是凯岩城的兰尼斯特家族。
西境的贵族私生子姓希山（Hill）。
河湾王國（Kingdom of the Reach）
河湾地位于南境的西南曼德河和蜜酒河流域的广大平原地区，是物产最丰富的一个王国，拥有维斯特洛第二大城市旧镇（Oldtown）。河湾以前一直被园丁家族统治，园丁家族被伊耿屠灭后，目前最重要的家族是高庭的提利尔家族。
河湾地的贵族私生子姓佛花（Flowers）。
风暴王國（Kingdom of the Storm）
风暴地位于南境的东方，因为常常受到狭海南端的暴风雨侵袭而得名。目前最重要的家族是风息堡的拜拉席恩家族。
风暴地的贵族私生子姓司风（Storm）。
多恩親王國（Dorne）
多恩半岛位于南境的东南，境内遍布沙漠和高山，民风彪悍。多恩和其他國家因山脉存在而被隔离开来，是最后一个被坦格利安家族纳入管辖的国家，而且是通过联姻而非战争。因为在边疆地常年的边境战争，多恩与河湾地和风暴地是世仇。最重要的家族是阳戟城的马泰尔家族。
多恩的贵族私生子姓沙德（Sand）。

### 大家族
史塔克族
先祖是築城者布蘭登，維斯特洛最純正的先民血裔，世世代代為北境之王，直到降服王托倫·史塔克自知不敵征服者伊耿·坦格利安的三隻龍及強大軍隊才投降。宣誓效忠的家族有波頓、菲林特、曼德勒、莫爾蒙等。
家徽：皚皚大地上的灰色冰原奔狼
族語：凜冬將至（Winter Is Coming）
屬地：臨冬城 （Winterfell）
蘭尼斯特族
母系先祖可追溯到英雄紀元最傳奇的騙子──机灵的蘭恩，父系血源則來自在峽谷丘陵間建立強大王國的安達爾冒險者，世代為凱岩之王，投降伊耿後則為西境統領、凱岩城主，且另有一旁支為金牙城主。這兩座城出產的金礦讓他們成為最富有的家族。宣誓效忠的家族有馬爾布蘭、克雷赫、惟斯特林等。
家徽：鮮紅地上的金色咆吼猛獅
族語：聽我怒吼（Hear Me Roar）
口語族語：蘭尼斯特有債必償（A Lannister always pays his debts）
屬地：凱岩城（Casterly Rock）
拜拉席恩族
母系先祖為暴風王國的王女，父系先祖則是伊耿的私生兄弟奧里斯，在怒火燎原戰役中斬殺末代暴風王亞爾吉拉，伊耿將其封號、土地賜給奧里斯。到了伊里斯二世時，和史塔克、艾林聯合推翻坦格利安家王權，勞勃·拜拉席恩即位為勞勃一世。宣誓效忠的家族有龐洛斯、特蘭、卡倫、瓦烈利昂。
家徽：一頭金色原野上的黑色寶冠雄鹿
族語：怒火燎原（Ours is the Fury）
屬地：風息堡 （Storm's End）
艾林族
艾林族人是山谷王國的王族傳人，同時也是歷史最悠久，血統最純正的安達爾貴族後代。世代統治鷹月山脈的鷹巢城。宣誓效忠的有羅伊斯、貝里席、雷德福等。
家徽：天藍為底的一彎白色新月和獵鷹
族語：高如榮耀（As High as Honor）
屬地：鷹巢城（Eyrie）
馬泰爾族
多恩王國的統治者，和九大城邦關係較密切，加入七國後維持其親王封號。王位傳給最年長的孩子，因此歷來有不少女親王。娜梅莉亞率領洛伊拿人從滅亡的洛伊拿城邦來到多恩領，与莫爾斯·馬泰爾成婚，歷來一直遭到河灣和暴風的襲擊，仍從不屈服，即使到伊耿的征服戰爭進行時期，也就是到了一百年後，戴倫二世娶了多恩領公主，並且將妹妹嫁給多恩領親王，才併入七國。宣誓效忠的有伊倫五德、桑塔加、戴恩、杜特等。
家徽：一輪紅日被金槍所貫穿
族語：不屈不撓（Unbent, Unbowed, Unbroken）
屬地：陽戟城 （Sunspear）
徒利族
奔流城城主艾德敏·徒利在三河顯貴家族中，率先投效征服者伊耿。而封為三叉戟河流域之特首。
家徽：躍出水面的銀鱒，底色為紅藍波紋。
族語：家庭、責任、榮譽（Family, Duty, Honor）
屬地：奔流城 （Riverrun）
葛雷喬伊族
自稱鐵種, 土地貧瘠以掠奪為生，崇信淹神。鐵群島領主巴隆·葛雷喬伊曾發動了一次叛亂，後來被北境的艾德·史塔克帶兵鎮壓，僅剩的繼承人席恩送到臨冬城去當人質。
家徽：漆黑大海上的金色海怪
族語：從不耕作（We Do Not Sow）
箴言：逝者不死 必將再起 其勢更烈（What is dead may never die, but rises again, harder and stronger.）
屬地：鐵群島（Iron Islands）
提利爾族
土地肥沃，人口眾多，盛產糧食，財力雄厚，在蘭尼斯特的金礦枯竭後，將成為最富有的家族。提利爾通過和親及資助，企圖控制君臨。在經濟實力的支撐下，提利爾的軍事力量也不容小覷。
家徽：綠草原上的金玫瑰
族語：生生不息（Growing Strong）
屬地：高庭（Highgarden）
坦格利安族
坦格利安是古代瓦雷利亞自由城邦的顯貴家族族人，同是也是龍族傳人，他們的特徵是異常顯眼（也有人說是「非人」）的美貌，有著紫羅蘭的或靛藍色的眼瞳、銀金色的或白金色的頭髮。龍王伊耿的祖先逃離了瓦雷利亞的滅亡末日，以及隨之而來的種種混亂與屠殺，並且定居於狹海中崎嶇多岩的龍石島。伊耿和他的兩個姐妹，維桑尼亞和雷妮絲，便以此有根據地，渡海征服七大王國。為了保持王室血統純正，坦格利安族的成員經常依循瓦雷利亞傳統，即近亲通婚, 伊耿娶了兩個姐妹當妻子，兩人都為他生下子嗣。
家徽：黑底紅色的三頭火龍，三個頭分別代表伊耿和他的兩個姐妹
族語：血火同源（Blood and Fire）
屬地：君臨（King's Landing）
海塔爾族（House Hightower）
海塔爾族是維斯特洛的大家族中最古老和最驕傲的一個家族，他們的血統可追溯至先民到來後不久的時期。
家徽：煙灰色底，有白色階梯狀的高塔，塔頂頂着火焰。
族語：指引明路（We Light the Way）
家堡：参天塔（Hightower）
波頓族（House Bolton）
波頓族族人是先民的後裔，在北境有著很高的地位，因其殘忍地活剝敵人的皮而聞名。家堡為恐怖堡。
家徽：粉紅色底色上的紅色剝皮人（劇版為藍色底色上的紅色剝皮人）
族語：吾刃尚鋒（Our Blades Are Sharp）
俗语：裸体的人少有秘密，但被剥皮的人没有秘密。（Naked man has few secrets, but a flayed man's got none.）
家堡：恐怖堡（Dreadfort）
弗雷族（House Frey）
家堡為孪河城，因掌握作為北境與大陸交通樞紐的大橋而擁有財富與重要性的家族，但由於出身與行事風格而不受敬重，族長為瓦德·弗雷。此家族成员眾多，被稱為“能生出一支軍隊”，並幾乎都有著一張黃鼠狼般的容貌。
家徽：白色底色上的藍色雙塔，雙塔中間連接著橋樑。
族語：團結一致（We Stand Togerther）
家堡：孿河城（The Twins）

### 民族
- 先民
- 安達爾人
- 罗伊拿人

## 背景種族和特殊物種
- 森林之子
- 冰原狼
- 影子山貓
- 巨人
- 雪熊
- 長毛象
- 龍
- 異鬼

是森林之子为了抵挡先民的入侵而创造出来的物种，森林之子用一把龙晶匕首插入了一个被绑在鱼梁木上的人类的胸膛，把他变成了第一个异鬼，在这之前现在的长城以北也是常年的夏季，并且有浓密的森林。
存在于長城以北，被野人稱作“白鬼”的兇殘生物。其身型高大、枯槁，膚色蒼白，眼睛是如冰一般的湛藍深邃。他們的反光盔甲會隨著移動而改變顏色，武器是極冷的冰晶製成的長劍，可以粉碎它接觸的任何物體，包括守夜人所使用的鋼制長劍。極其優異的運動和特殊能力使異鬼在戰鬥中往往處在絕對優勢，所以幾乎無人可以在面對異鬼的攻擊中存活下來。除了擁有由“龍鋼”製成的武器的人能在面對異鬼的攻擊中存活下來。例如：瓊恩·雪諾持有本來由莫爾蒙家族祖傳“龍鋼”製成的長劍“長爪”（Longclaw）。
異鬼可以復活任何已亡的死物，並控制著他們。復活的死物稱屍鬼，有著如異鬼一樣的藍色眼睛，軀體無痛覺並且力量強大，會不斷攻擊活著的生物，弱點是怕火。從有限的文獻中，知道被稱做“龍晶”的黑曜石和由“龍鋼”製成的武器可以傷害異鬼。百年前異鬼唯一一次大規模入侵戰爭中，龍被有效的運用來阻止異鬼和屍鬼部隊南下，所以龍的力量也可以阻擋異鬼於長城之外。

## 其他勢力
- 守夜人軍團

守夜人军团守卫着绝境长城，一处坐落于维斯特洛极北地带，起先由冰雪所筑成的巨大防御工事。绝境长城长300英里，高700英尺，从最西端霜雪之牙的山脉一直延伸到最东端的海豹湾。根据维斯特洛的传说，在距今8000年前的长夜，在一支由人类和森林之子组成的联盟将正在侵袭维斯特洛的极北地区生物赶走后，为了永久性的把他们挡在外面，几近于神话的筑城者布兰登修建了长城。一些文献中的记载暗示那个时候的绝境长城比现在小得多，守夜人军团随后不断地将其修扩，才达到现在的规模。守夜人军团最大的敌人是异鬼，一个神秘的种族，已数千年未见。
- 学城

位于旧镇的知识组织，培养学士，身着灰衣，戴着象征各种知识的颈链，为各大领主服务，发誓不娶妻不生子不受封赏，也不偏袒任何势力。在君临的学士被称为国师。学士的最高荣誉为博士。学城反对魔法，似乎曾经用不光彩的方式杀死过龙。

### 九大贸易城邦
- 布拉佛斯（Braavos）
- 潘托斯（Pentos）
- 里斯（Lys）
- 瓦蘭提斯（Volantis）
- 科霍爾（Qohor）
- 泰洛西（Tyrosh）
- 诺佛斯（Norvos）
- 密尔（Myr）
- 罗拉斯（Lorath）

### 西厄斯索斯
- 多斯拉克海（Dothraki Sea）
- 奴隶湾（Slaver's Bay），包括阿斯塔波（Astapor），渊凯（Yunkai）和弥林（Meereen）
- 瓦雷利亚（Valyria）
- 魁尔斯（Qarth）

### 远东
- 骸骨山脉（Bone Mountains）
- 千岛群岛（Thousand Islands）
- 鸠格斯奈平原（Plains of the Jogos Nhai）
- 夷地（Yi Ti）和雷岛（Leng）
- 摩苏伊（Mossovy）和尼盖尔王国（N'Ghai）
- 灰色荒原（Grey Waste）、伯劳鸟之地（Land of the Shrykes）和卡达什城（K'Dath）
- 大干沟（Dry Deep）、无血人诸城（Cities of the Bloodless Men）和骨镇（Bonetown）
- 隐海（Hidden Sea）、翼人城（City of the Winged Men）和卡科萨（Carcosa）

## 附註
《邓克和伊戈的故事》，是以乔治·R·R·马丁的小说《冰与火之歌》为背景的传奇小说系列。他们记叙了邓克（未来的御林铁卫队长，“高个”邓肯爵士）和伊戈（未来的国王伊耿五世）的冒险之旅，时间大约在冰与火之歌小说的开始的90年前。

## 外部連結
- 喬治馬丁個人站（页面存档备份，存于）
- Not A Blog（页面存档备份，存于）
- 龙骑士城堡论坛
- Wikia上的冰与火之歌中文维基
- 灰机上的冰与火之歌中文维基（页面存档备份，存于）
- So Spake Martin（页面存档备份，存于）採訪喬治RR馬丁
- 冰與火之歌isfdb（页面存档备份，存于）
- 顛覆與致敬：喬治‧馬汀的《冰與火之歌》
- 書展魔幻紀「遇見」喬治．馬汀（页面存档备份，存于）
- 中的“冰與火之歌”